# Balneari Vichy Catalan
El Balneari Vichy Catalán és un balneari a la vila de Caldes de Malavella (Selva). És un edifici aïllat, al nucli urbà de Caldes de Malavella, a l'Avinguda Doctor Furest, configurat per dos eixos en angle recte, que forma part de l'Inventari del Patrimoni Arquitectònic de Catalunya.

## Edifici
De l'eix principal en destaca el cos central, amb dues torres amb terrats balustrats com a teulada, que flanquegen una imponent entrada amb arc el·líptic i una gran escala. En aquest arc hi ha escrit "Vichy Catalan". Les obertures d'aquest eix, tenen arc àrab, i estan pintats de tal manera que recorden a l'Alhambra de Granada. Una torre a cada un dels angles d'aquest eix l'emmarquen. Aquest eix té dos pisos. A l'altra façana, hi ha una galeria coberta en arc de ferradura (arc àrab) i columnes. Un cos central avançat, a manera de llotja en el segons pis, dona la benvinguda als visitants amb la inscripció "Balneari Vichy Catalan". Les obertures del segon pis també són en arc de ferradura. Annex al balneari, hi ha una capella d'estil modernista que dona a un pati interior. L'edifici està envoltat per un ampli jardí i una font que rememora la font dels lleons de l'Alhambra de Granada.

## Història

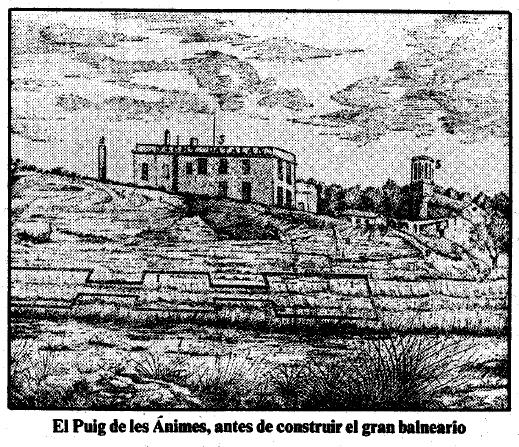
Imatge antiga del Puig de les Ànimes

Al puig de les Ànimes (proper al Vichy actual) existí una piscina romana. A mitjan segle xix (1840) es va explotar la font amb una petita casa de banys (Banys Nous) i un establiment (origen de l'actual) on s'embotellava l'aigua. El Dr. Furest i Roca es va interessar per les virtuts de les aigües, i entre 1880 i 1881 va comprar els terrenys que contenien els brolladors d'aigua termal i el 1883 les aigües foren declarades d'utilitat pública. Es va iniciar el procés d'envasament i comercialització de l'aigua i al mateix temps es va projectar un gran balneari per a l'aprofitament de les aigües termals. Inicialment, les obres del balneari es van encarregar al mestre d'obres Francesc Salvat. La primera secció del Balneari s'inaugurà el 12 de juny de 1898. Per afrontar les grans inversions que requeria el projecte, el doctor Furest buscà socis que aportessin capital. Juntament amb Bonaventura Blay i Milà, Josep Ferrer i Torralbas, Josep Serradell i Amich i Josep Vias Camps, la fortuna dels quals procedia dels seus negocis a Cuba, Furest fundà la Sociedad Anónima Vichy Catalan, el 16 de juny de 1900. La nova empresa establí la raó social a Barcelona. Un any més tard, s'hi incorporarien també Antoni Serra i Ferret i Esteban Divi.
Una de les primeres tasques que emprengué la societat fou l'ampliació del balneari sota la direcció de l'arquitecte Gaietà Buïgas i Monravà, qui fou cap de l'Exposició Universal de 1888 i autor del Monument a Colom de Barcelona. El contractista fou Josep Perelló. Per engrandir el balneari s'hagué de reformar algunes de les dependències existents, com la secció d'hidroteràpia i s'enderrocaren la capella i la cuina amb la condició d'aprofitar-ne tots els materials útils per al nou edifici. Es construïren nous menjadors, cuina, magatzems, cotxeres ... i a la vegada es comprà tot el mobiliari i parament necessaris.
A partir de novembre de 1901, l'obra fou continuada per l'arquitecte Manuel Almeda i Esteva. Sembla que hi hagué un conflicte entre la societat i Gaietà Buïgas pels terminis, ja que l'ala dels dormitoris no era acabada en el temps estipulat i per aquest motiu es canvià l'arquitecte. Les obres anaren seguint, així el 8 de gener del 1902 hi hagué una festa per haver-se acabat l'edifici fins al primer pis. I a l'estiu de 1903 es comprava un altar per a la nova capella que fou beneïda el 7 de setembre de 1904. Es pot parlar d'un balneari acabat a l'inici de la temporada de 1904. A l'any següent es plantejà la necessitat de construir una nova planta d'embotellament, ja que l'antiga resultava insuficient per atendre la demanda i la maquinària també havia quedat obsoleta. Els consellers de la societat feren visites a diverses plantes d'Itàlia, Suïssa i França per a trobar la maquinària més moderna que finalment fou fabricada a Barcelona seguint els models estrangers. Pel desembre de 1907 ja es pogueren fer les primeres proves i s'introduí també el nou envàs de mig litre.

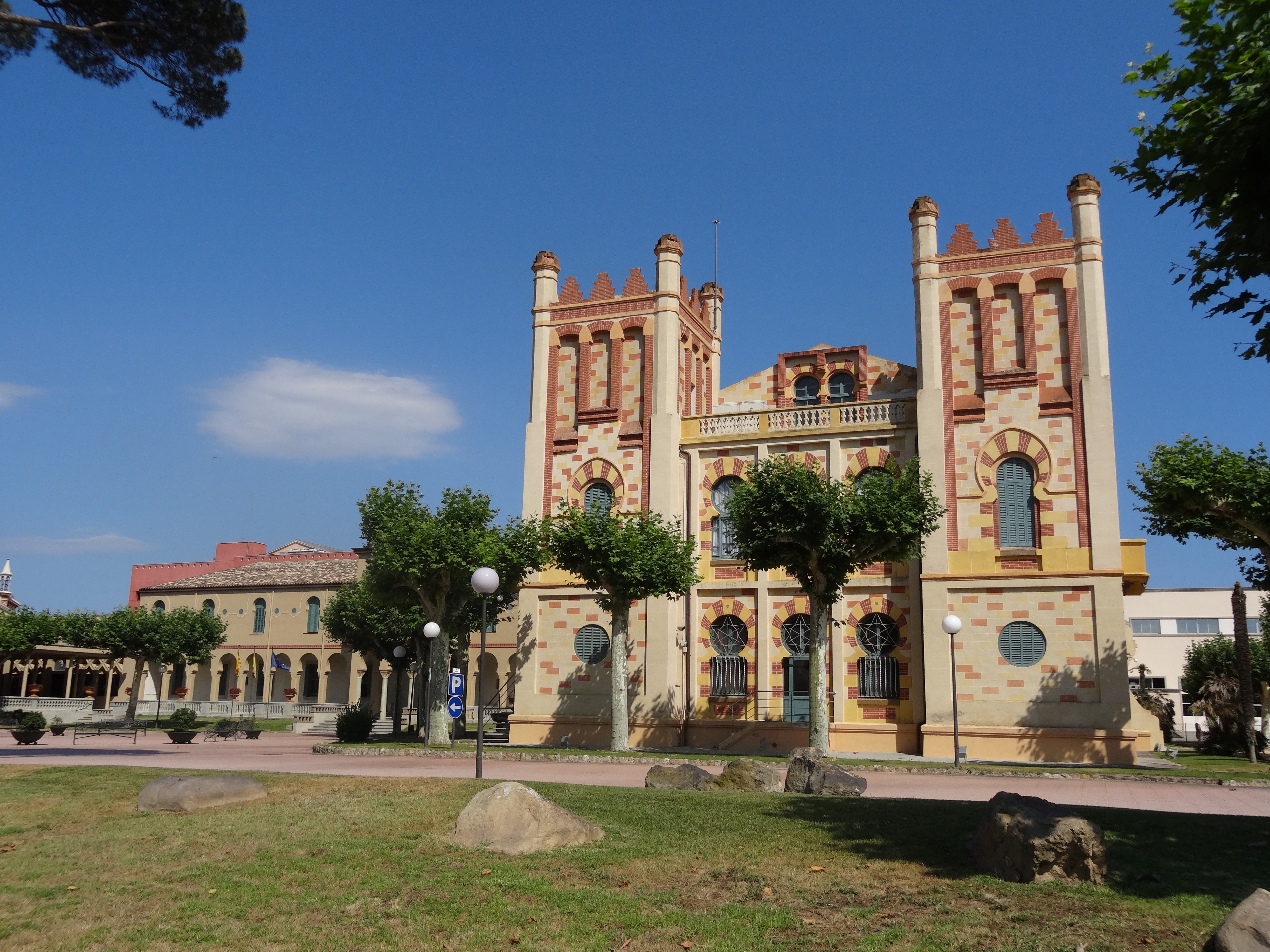
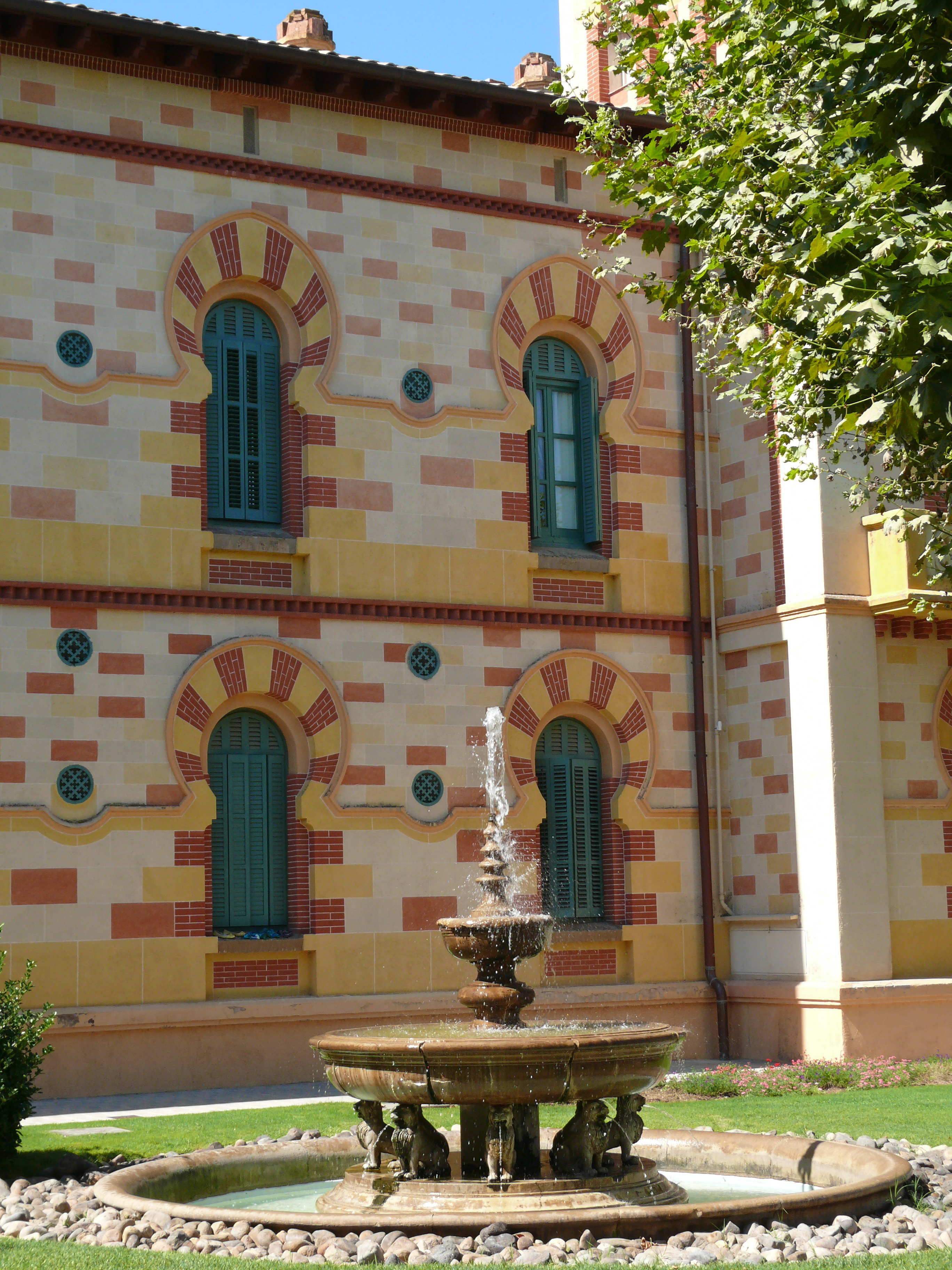
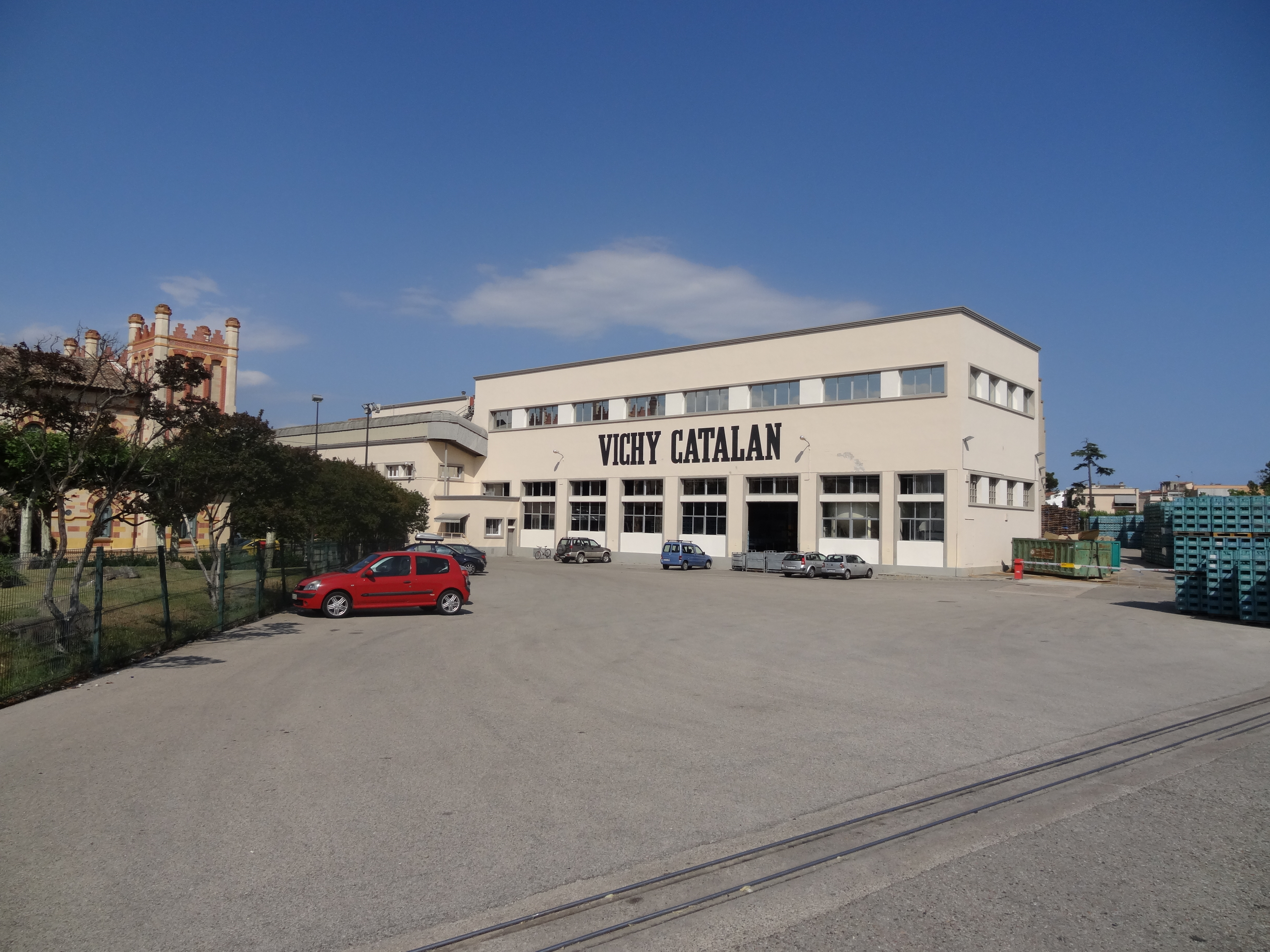
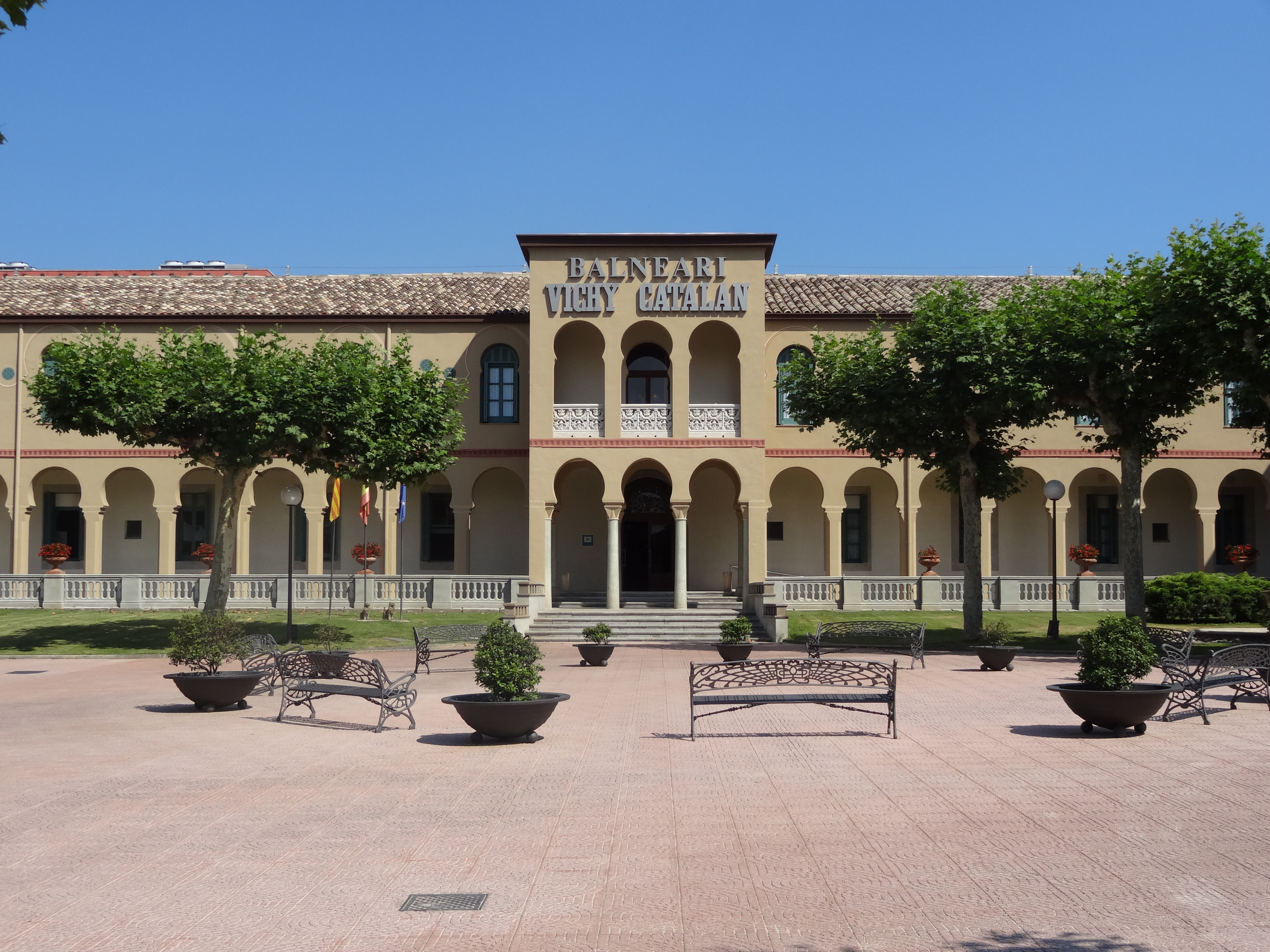
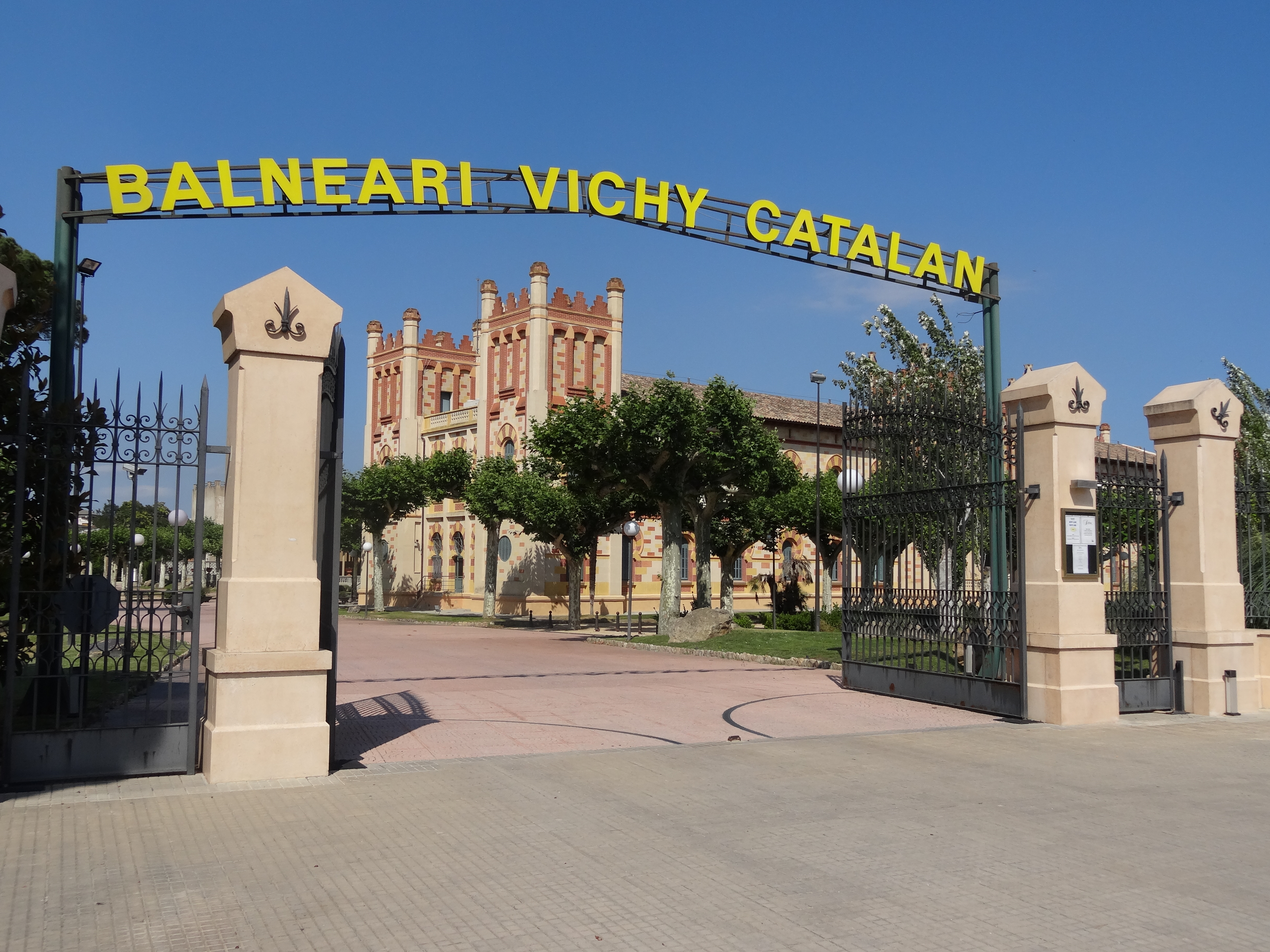
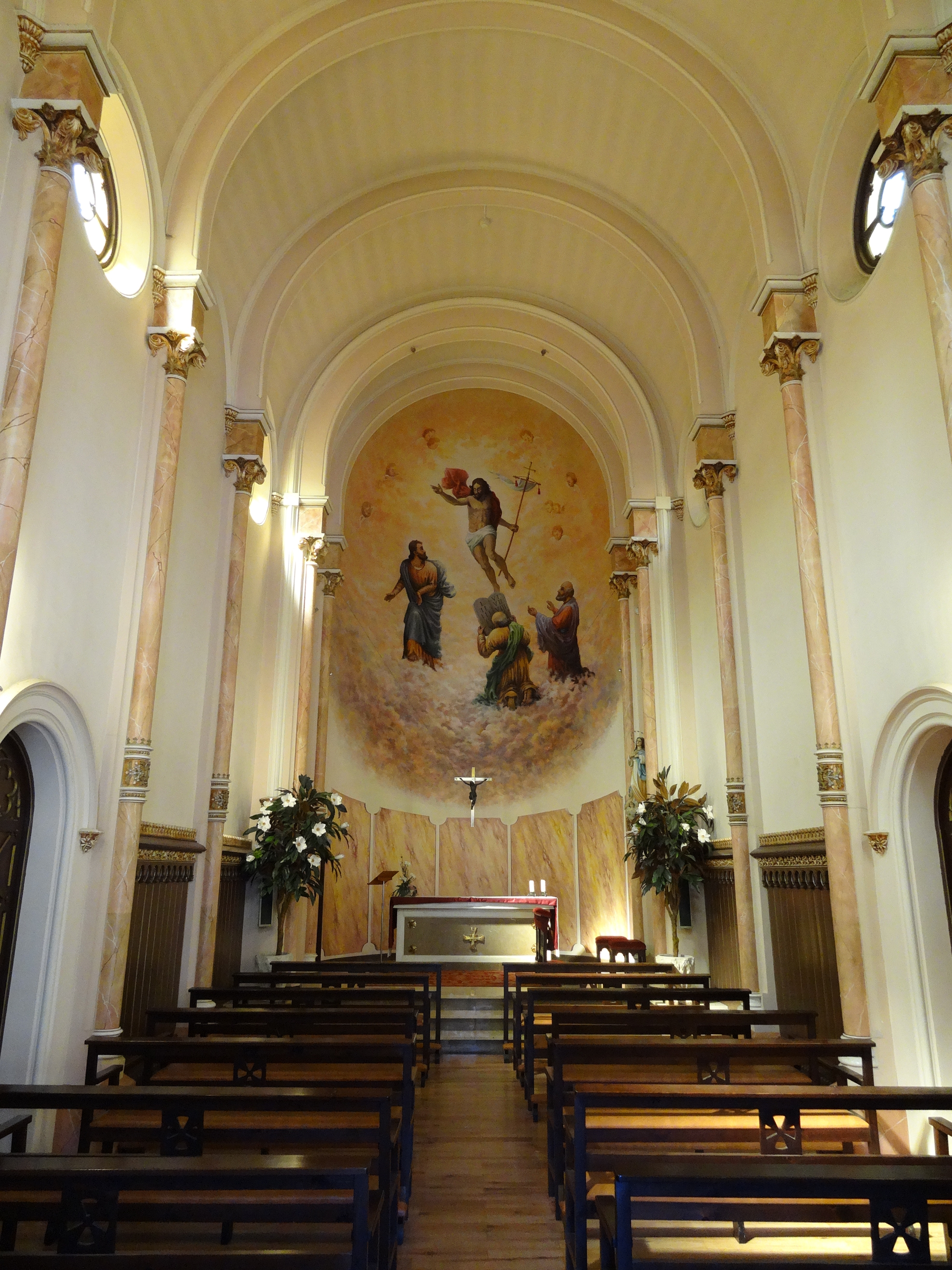